# Wredenhagen
Wredenhagen är en ortsteil i kommunen Eldetal i Landkreis Mecklenburgische Seenplatte i förbundslandet Mecklenburg-Vorpommern i Tyskland. Wredenhagen var en kommun fram till 26 maj 2019 när den uppgick i Eldetal. Wredenhagen hade 448 invånare 2018.